# Церковище (Усвятський район)
Церковище (рос. Церковище) — присілок в Усвятському районі Псковської області Російської Федерації.
Населення становить 312 осіб. Входить до складу муніципального утворення Церковищенська волость.

## Історія
Від 2015 року входить до складу муніципального утворення Церковищенська волость.

## Населення
| 2001 | 2002 | 2010 |
| ---- | ---- | ---- |
| 432  | ↘365 | ↘312 |